# KSV Alsemberg
KSV Alsemberg was een voetbalclub uit Alsemberg in de Belgische provincie Vlaams-Brabant. De club werd opgericht in 1938 en sloot in 1943 aan bij de KBVB met stamnummer 3943.
In 2015 werd de club opgedoekt nadat het een half jaar eerder zijn terrein had moeten verlaten.

## Geschiedenis
Sport Vermaak werd in mei 1938 opgericht en speelde eerst in het Katholiek Sportverbond.
In mei 1943 maakte de club de overstap naar de KBVB, daar startte men op het derde provinciale niveau.
In 1955 werd de club kampioen in zijn reeks en mocht naar Tweede Provinciale. In 1957 degradeerde de club weer naar Derde Provinciale, maar wist in 1959 opnieuw de titel in deze reeks te behalen, waarna in 1959-1960 een laatste keer in de tweede hoogste reeks in Brabant mocht worden aangetreden.
In 1971 belandde Alsemberg voor het eerst in Vierde Provinciale. Twee jaar later klom men weer naar Derde Provinciale waar de club tot 1986 zou aantreden, toen degradeerde Sport Vermaak weer naar de onderste reeks.
Op het seizoen 1990-1991 na, zou de club in Vierde Provinciale blijven spelen, tot 2014 toen de club voor het laatste seizoen uit zijn bestaan nog in Derde Provinciale mocht aantreden.
Na het seizoen 2014-2015 werd de club opgedoekt omdat men een half jaar eerder het vertrouwde thuisterrein had moeten verlaten.

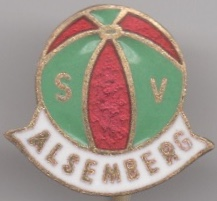